# Tresa
Tresa je obec ve švýcarském kantonu Ticino, okresu Lugano. Žijí zde asi 3000 obyvatel.

## Historie
Obec vznikla 18. dubna 2021 sloučením bývalých samostatných obcí Croglio, Monteggio, Ponte Tresa a Sessa.